# Драбик Тарас Васильович
Тара́с Васи́льович Дра́бик (3 вересня 1984, м. Самбір — 31 серпня 2014, смт. Георгіївка) — сержант Збройних сил України, учасник російсько-української війни.

## Короткий життєпис
Народився 1984 року в місті Самбір (Львівська область). Закінчив Самбірську ЗОШ № 7. Після завершення школи навчався у Самбірському технікумі економіки та інформатики. У часі війни — сержант 80-ї окремої аеромобільної бригади.
Загинув у бою 31 серпня 2014 року біля аеропорту Луганська. Тарас прикривав під Георгіївкою групу військових, що відходила. Почув голос пораненого бойового побратима, виніс його, потім другого, а сам вже не повернувся. У Тараса було прострілене серце. Російські бойовики 5 діб не давали забрати тіла полеглих воїнів з місця бою.
Залишились батьки, дружина та донька 2011 р.н.

## Нагороди та вшанування
За особисту мужність і героїзм, виявлені у захисті державного суверенітету та територіальної цілісності України, вірність військовій присязі під час російсько-української війни, відзначений — нагороджений:
- 15 травня 2015 року — орденом За мужність III ступеня (посмертно);[2]
- нагрудним знаком «За оборону Луганського аеропорту» (посмертно);
- лютим-місяцем 2015 року в Самбірській ЗОШ № 7 відкрито меморіальну дошку випускнику Тарасу Драбику;
- 18 лютого 2015 року відкрито меморіальну таблицю у Самбірському технікумі економіки та інформатики
- Його портрет розміщений на меморіалі «Стіна пам'яті полеглих за Україну» у Києві: секція 4, ряд 5, місце 5
- Вшановується 31 серпня на щоденному ранковому церемоніалі вшанування українських захисників, які загинули цього дня у різні роки внаслідок російської збройної агресії[3]